# ۲۰۲۰ (برنامه تلویزیونی)
۲۰۲۰ یک برنامه تلویزیونی زنده فوتسالی و فوتبال ساحلی است، که هر هفته دوشنبه شب از شبکه ورزش پخش می‌شود. این برنامه که به تهیه‌کنندگی و اجرای محمدرضا علیپور پخش می‌شود، به بررسی اتفاقات و حواشی پیرامون فوتسال و فوتبال ساحلی ایران می‌پردازد.
برنامه ۲۰۲۰ شبکه ورزش تنها برنامه تخصصی فوتسال و فوتبال ساحلی تلویزیون است که با هدف به تصویر کشیدن رقابت‌ها و بررسی اخبار و حواشی آن به استقبال مخاطبان خود می‌رود.

## پیشینه
۲۰۲۰ از سال ۱۳۹۵ با رویکرد بررسی فوتسال و فوتبال ساحلی ایران روی آنتن رفت.

## ویژگی‌ها

### پخش
۲۰۲۰ هر چهارشنبه حدود ساعت ۲۰:۰۰ روی آنتن می‌رود.

### اجرا
مجری این برنامه محمدرضا علیپور است.

## نظرسنجی
در نظرسنجی سال ۱۳۹۸ در این برنامه تیم باشگاه فوتسال شهروند ساری در این نظرسنجی با اقتدار به عنوان محبوب ترین تیم سال لیگ برتر فوتسال انتخاب شد

## درون‌مایه

### روند برنامه
برنامه ۲۰۲۰ یک برنامه تخصصی در حوزه فوتسال است که به مسائل روز فوتسال می‌پردازد که شامل ۱. برگزاری مسابقات فوتسال ۲. آنالیز مسابقات مهم ۳. بحث داوری ۴. حواشی مسابقات ۵. گفتگو با مربیان ۶. بحث کارشناسی ۷. بررسی مسابقات و اردوی تیم ملی ۸. بررسی مسابقات فوتسال بانوان و بخش‌های دیگر در حوزه فوتسال ازجمله، حوزه فوتسال جهان و تصاویر فان اختصاص دارد در هر برنامه یک سؤال پیامکی هم وجود دارد و در یک بخش مجزا به موضوع به شکل پرونده پرداخته خواهد شد با حضور کارشناسان در این برنامه هم به مسایل فوتبال ساحلی هم پرداخته می‌شود در حوزه مسابقات لیگ برتر و باشگاه‌ها در حوزه آقایان و بانوان در بعد داخلی و خارجی یکی از دلیل انتخاب اسم برنامه ۲۰۲۰ به دلیل این هست که فوتسال از دو وقت ۲۰ دقیقه ای می‌باشد استفاده شده و این نخستین برنامه تخصصی در حوزه فوتسال و فوتبال ساحلی در رسانه ملی می‌باشد.

## نشان‌واره‌ها

۱۳۹۵–اکنون